# Nacrt Ugovora o Jugoslavenskoj konfederaciji iz 1990. godine
Nacrt Ugovora o Jugoslavenskoj konfederaciji (Savez Jugoslavenskih republika) je bio službeni prijedlog Hrvatske i Slovenije o novom ustroju Jugoslavije, ponajprije usmjeren ka rješavanju jugoslavenske krize.
Vrijeme početaka jugoslavenske krize 1990. godine, kada su međurepublički odnosi obilježeni zategnutošću, te suprotstavljanjima demokratskih i antidemokratsko-hegemonističkih snaga, obilježeno je novim raspravama o reorganizaciji jugoslavenske države. Nositelji takvih ideja su bili predstavnici novo izabranih demokratskih vlada u Zagrebu i Ljubljani. Oni su isticali kako se Jugoslavija jedino može spasiti u obliku saveza suverenih država. U javnosti su se u tim vremenima nerijetko pojavljivala stajališta o nužnosti tzv. skandinavizacije Jugoslavije, a vrlo skoro nakon formiranja novih demokratskih vlasti u Sloveniji i Hrvatskoj pojavili su se i službeni nacrti mogućeg Saveza jugoslavenskih republika. Nacrt je trebao, na neki način, pomiriti suprotnosti i odgovoriti na prilično velik izazov sigurnosti u srednjoeuropskom i jugoistočnoeuropskom prostoru.

## Nacrt
12. listopada 1990. godine, hrvatsko i slovensko vodstvo tj. predsjedništva Hrvatske i Slovenije su iznijeli prijedlog konfederalnog preustroja Jugoslavije. Nacrt, za koji su autori tvrdili da je nastao na temelju povijesnog iskustva Europske zajednice (danas Europska unija), vidio je Jugoslaviju kao savez suverenih država povezanih konfederalnim ugovorom kao aktom međunarodnog prava koji bi isključivao mogućnost obvezivanja država bilo kojim drugim ugovorom ili dokumentom, a koji bi limitirao njihov suverenitet. Države unutar Saveza bi bile subjekti međunarodnog prava s vlastitom diplomacijom i mogućnošću sklapanja samostalnih ugovora. Saveza jugoslavenskih republika bi bio dobrovoljan, s krajnjim ciljem omogućavanja ulaska njezinih članica u Europsku zajednicu. Nacrt je uređivao odnose među državama na područjima njihovih zajedničkih interesa: ekonomija, obrana i sigurnost. Nacrt je predviđao značajnim sljedeća područja unutar Saveza:
1.)  vojno-obrambena suradnja.
2.) suradnja u promociji standarda zaštite prava čovjeka i nacionalnih manjina.
3.) ekonomska, carinska suradnja, zaštita okoliša i kulturno-znanstvena suradnja prema principima međudržavne solidarnosti.
Nacrt je također predviđao postojanje carinske i monetarne unije, zajedničko tržište, koordinaciju oko pitanja infrastrukture, slobodno kretanje rada, zaštitu okoliša, zajednički vojni kontingent u slučaju neposredne vojne opasnosti. U nacrtu je posebno bila naglašena zajednička obrana od agresije na Savez, gdje bi nadležnosti i procedura vođenja obrambenih zadaća bile povjerene zajedničkim civilnim i vojnim tijelima Saveza, ostavljajući državama članicama široku autonomiju u organizaciji, funkcioniranju i napose zapovijedanju svojim posebnim vojnim snagama. Nacrt je predviđao i obećavao stvaranje konfederalnih tijela poput savjetodavnog parlamenta, vijeća ministara i dr., ali nije predviđeno da ista budu osnažena obvezujućim autoritetom. Nacrt kao uvjet članstva u Savezu jugoslavenskih republika je predviđao da sve države moraju biti opredijeljene za parlamentarno-demokratski sustav i utemeljene na višestranačkim izborima. Svaka članica Saveza jugoslavenskih republika morala bi se opredijeliti za slobodu privatnog vlasništva, slobodu poduzetništva i pravo sindikalnog organiziranja. Konfederalni sud je trebao biti nadležan za rješavanje sporova između država članica, zaštitu načela ustavnosti, zakonitosti u smislu prava konfederacije, odlučivanje o mogućem isključenju države iz Saveza jugoslavenskih republika, u slučaju kršenja Ugovora, tj. neispunjavanja prava i dužnosti što proistječe iz članstva, te je predviđen utok sudu pravnih i fizičkih osoba, i to prema uzoru na već tada definiran sustav zaštite ljudskih prava sukladno pravu Vijeća Europe. Prema uzoru na Povelju Ujedinjenih naroda države unutar Saveza jugoslavenskih republika su se trebale dijeliti na iskonske članice i one članice koje naknadno iskažu svoju volju za pristup Savezu.
Nacrt je predviđao klasični mehanizam ratifikacije navedenog osnivačkog međunarodnog ugovora konfederacije, jednako uobičajenoj proceduri ratifikacije sličnih ugovora iz primjera međunarodnih organizacija, kako to uobičajeno predviđa međunarodno pravo. Tako bi svaka od država-članica budućeg Saveza jugoslavenskih republika osnivački ugovor ratificirala sukladno svojoj ustavnopravnoj proceduri, a instrumenti o ratifikaciji bili bi deponirani kod jedne od vlade države-članice Saveza jugoslavenskih republika. Prema nacrtu ugovor bi stupio na snagu samo između onih država koje su ispunile uvjete ratifikacije, te bi Savez jugoslavenskih republika stupio u život danom predaje ratifikacijskih instrumenata država-članica zainteresiranih za sudjelovanje u njemu. Ugovora je mogao biti podvrgnut reviziji nakon 5 ili 10 godina. U nacrtu je postojala posebna klauzula o istupanju iz Saveza jugoslavenskih republika. Opće je načelo da država-članica može uvijek napustiti Savez, što i proistječe iz načela prava naroda na samoodređenje, te iz činjenice da bi države-članice Saveza jugoslavenskih republika imale potpuni međunarodnopravni subjektivitet. No posebna klauzula je davala mogućnost vezivanja istupa države-članice iz Saveza s njezinim pristupom Europskoj zajednici.

## Reakcije
Ovakav zajednički model konfederacije tj. nacrt ugovora, hrvatsko i slovensko državno vodstvo pokušalo je braniti na sjednici proširenog Predsjedništva SFRJ u listopadu 1990. godine. Slobodan Milošević i njegovi sljedbenici su odbacili nacrt bez rasprave, što nije iznenadilo vodstvo Hrvatske i Slovenije. Srbija i Crna Gora su se zalagale za federativni model, dok su Bosna i Hercegovina i Makedonija bile neodlučne i nedefinirane. Tadašnji predsjednik predsjedništva SFRJ Borisav Jović je u tijeku sjednice uspio pridobiti bosanskohercegovačku i makedonsku stranu, te njihove prijedloge predstaviti kao "alternativu" postojećem federativnom uređenju Jugoslavije. Time je izolirao Hrvatsku i Sloveniju, te potpuno umanjio i obezvrijedio njihove argumente. U takvim političkim okolnostima i konstelacijama nije bilo moguće očekivati bilo kakav uspjeh hrvatsko-slovenskog nacrta. Predsjedništvo SFRJ na toj sjednici nije prihvatilo nacrt Ugovora o Jugoslavenskoj konfederaciji.